# Spiroxya acus
Spiroxya acus är en svampdjursart som först beskrevs av Bavestrello, Calcinai och Sarà 1995.  Spiroxya acus ingår i släktet Spiroxya och familjen Alectonidae.
Artens utbredningsområde är Taiwan. Inga underarter finns listade i Catalogue of Life.